# 1088

## Esdeveniments
- A Bolonya, Itàlia es funda la Universitat
- A Anglaterra i el Ducat de Normandia s'esdevé la Rebel·lió de 1088
- 12 de març - Roma, Estats Pontificis: Urbà II esdevé papa de Roma.